# パラエタケネの戦い
パラエタケネの戦い（英: Battle of Paraitacene）は、紀元前317年に現在のイランのパラエタケネにて起こったディアドコイ戦争の会戦であり、エウメネスとアンティゴノスが戦った。

## 会戦まで
ヘレスポントスの戦いにおいてエウメネスは勝利を得るも、それに前後して彼の後ろ盾であったペルディッカスが暗殺され、エウメネスは勢力基盤を失った。さらに彼はペルディッカス派であったかどにより紀元前321年のトリパラディソスの軍会に際して庇う者なく死を宣告され、ペルディッカス派討伐の任を受けたアンティゴノスと戦った。しかし、他のペルディッカス派との連携の失敗、味方の裏切りなどにより追い詰められて彼はカッパドキアのノラに包囲された。
紀元前319年、摂政アンティパトロスが死に、その地位は老将ポリュペルコンが引き継いだ。しかし、自分こそが父の地位を引き継ぐものと思っていたアンティパトロスの子カッサンドロスはアンティゴノスらと共にポリュペルコンへの対決姿勢を見せた。それに対し、ポリュペルコンはエウメネスと結び、それに対抗しようとした。ポリュペルコンの助力を得たエウメネスはノラを脱出し、息を吹き返した。また、アレクサンドロス3世（大王）の遺児アレクサンドロス4世王を奉じていた大王の母オリュンピアスの支持も得たエウメネスは王からの命を受け、精鋭歩兵部隊銀楯隊を含む軍団を掌握した。こうして再びエウメネスはアンティゴノスと矛を交えた。

## 兵力と布陣
ディオドロスによれば、両軍と兵力と布陣は以下のようであった。
エウメネス軍は歩兵35000、騎兵6100、戦象114頭であった。エウメネスは左翼からエウダモス率いる騎兵200、スタサンドロス率いる騎兵950、アンフィマコス率いる騎兵600、ケファロン率いる騎兵600、そしてパラパミソスの騎兵500とそれと同数のトラキア人騎兵を配置し、隙間を弓兵と投石兵で埋めた45頭の戦象を左翼の正面と側面に半円状に配置した。左翼の合計は騎兵3350と戦象45頭、そして具体的な数は不明ながら弓兵と投石兵。中央は左から傭兵6000、次いでマケドニア式に武装した様々な民族の歩兵5000、銀楯隊3000、ヒュパスピスタイ歩兵3000で、その前面に軽装歩兵で隙間を埋めた40頭の戦象を配置した。中央の合計は歩兵17000と戦象40頭。右翼は、左からトレポレモス率いるカルマニア騎兵800、ヘタイロイ騎兵900、一つにまとめられたペウケスタスとアンティゲネスの騎兵300、そして最右翼にエウメネスが陣取り、彼は前衛として騎兵100を、その後ろに自ら率いる選り抜きの騎兵300、端には騎兵200を配置した。そして40頭の戦象が右翼を包み込むように配置された。右翼の合計は騎兵2600と戦象40頭であった。
一方、アンティゴノス軍の兵力はセレウコスとペイトンからの援軍を含めて歩兵28000以上、騎兵8500、戦象65頭であった。アンティゴノスは敵の布陣を見て軍を配置した。左から挙げていくと、メディアとパルティアからの軽騎兵1000（彼らを配置したのは軽装ゆえに足の速い彼らが旋回して敵を撹乱させることを意図したものである）、タレンティネ騎兵2200、フリュギアとリュディアの騎兵1000、ペイトン率いる騎兵1500、リュサニアス率いる槍騎兵400、高地太守領からの騎兵800を配置し、これらはペイトンが総指揮を取った。左翼の合計は騎兵6900となる。中央はエウメネス軍と同様歩兵が配され、左から傭兵9000、リュキア人とパンヒュリア人の部隊3000、マケドニア式に武装した雑多な部隊8000、マケドニア人歩兵8000で、総計は28000。右翼は、左から傭兵の騎兵500、トラキア人騎兵1000、同盟軍騎兵500、ヘタイロイ騎兵1000で、以上の騎兵はアンティゴノスの子デメトリオスが率いた。最右翼にはアンティゴノス自らが陣取り、騎兵700を率いた。そして、翼の周りを取り囲むように、隙間を軽装歩兵で埋めた戦象30頭を配置した。残りの戦象35頭は、ほとんどは中央に一部左翼に配置された。右翼の合計は騎兵3700と戦象30頭である。アンティゴノスは作戦としては「右翼を押し出して左翼は進行を遅らせ、左翼には戦いを避けさせて右翼の戦いで事を決しようとしていた」。

## 会戦
トランペットの合図と共に戦いは始まり、アンティゴノス軍左翼のペイトンは敵の戦象部隊と正面きって戦うのは得策ではないと考え、側面を迂回して攻撃を加えた。右翼の劣勢を受け、エウメネスは左翼のエウダモス隊を救援に向わせ、エウダモスはペイトンを敗走させ、追撃を加えた。中央では銀楯隊の活躍によってエウメネス軍が優位に立っていた。このようにエウメネス軍の右翼と中央はアンティゴノス軍を圧倒したが、右翼と中央の前進によって生じた左翼との隙間にアンティゴノスは自ら突撃を仕掛け、エウメネス軍左翼を押し返した。それと平行してアンティゴノスは敗走していた歩兵部隊を呼び集め、戦列を形成させた。これを受け、エウメネスは右翼と中央に敵の追撃を止めさせ、左翼の救援に向かうために引き下がった。
双方は再び戦おうとしたが、夜になったため、互いの陣営へと戻った。この戦いでアンティゴノス軍のうち歩兵3700人と騎兵54騎が戦死し、4000人以上が負傷した。一方エウメネス軍は歩兵540人とわずかな騎兵が戦死し、負傷者は900人以上であった。

## 結果
アンティゴノスは夜明けに陣を畳み、兵士に補給をさせるためにまだ略奪されていないメディア地方へと向い、エウメネスもそれを追った。この会戦は双方共に相手に決定的な打撃を与えるには到らず、結果的には引き分けに終わった。こうして、彼らの決着は翌年のガビエネの戦いに持ち越されることになった。

## 註
1. ↑  ディオドロス, XVIII. 36-39
2. ↑  ibid, XVIII. 48, 57-62
3. ↑  ibid, XIX. 27-29
4. ↑  ibid, XIX. 28
5. ↑  市川も述べているようにディオドロスの記述では戦象が125頭になる上、騎兵が150騎足りず、28節で挙げられている数字とは計算が合わない。さらに、軽装歩兵の数は不明であるし、総数の35000から中央に配置された17000を引いたら18000もの兵力ということになる。
6. ↑  ディオドロス, XIX. 27
7. ↑  ibid, XIX. 29
8. ↑  アンティゴノス軍の兵力もまた27節の数字とは計算が合わず、以上の戦力配置から計算すると歩兵28000、騎兵10600、戦象65頭となるが、騎兵は最初に挙げた兵力での8500から2100も上回っているし、恐らくいたであろう軽装歩兵の兵力は不明確である。
9. ↑  ibid, XIX. 30
10. ↑  ibid, XIX. 31
11. ↑  ibid, XIX. 32